# 둘리 윌슨
둘리 윌슨(Dooley Wilson, 본명은 아서 윌슨(Arthur Wilson), 1886년 4월 3일 ~ 1953년 5월 10일)은 미국의 연극배우, 가수, 영화배우, 뮤지컬 배우이다.

## 생애
미국 텍사스주 타일러에서 출생한 그는 12세 때였던 1898년에 연극배우 첫 데뷔하였고 10년 후 1908년에 가수로 데뷔하였으며 1920년에는 오스트레일리아 영화 《On our selection》의 단역 출연을 통하여 영화배우 데뷔하였고 1925년 미국에서 뮤지컬 배우 데뷔하였으며 1939년 미국 영화 《Keep punching》의 주연을 통하여 본격 영화배우 데뷔하였다.

## 유명세
그는 보통적으로 대한민국 국내에서는 1942년 미국 영화 《카사블랑카(Casablanca)》의 샘(Sam) 역이라는 단역으로도 유명하다.

## 영화
- 카사블랑카 (영화)
- 폭풍우의 날씨